# Bączek żółtawy
Bączek żółtawy (Ixobrychus sinensis) – gatunek średniej wielkości ptaka z rodziny czaplowatych (Ardeidae). Występuje w Azji Południowej, Południowo-Wschodniej i Wschodniej, a także na niektórych wyspach Oceanii. Niezagrożony wyginięciem.

## Taksonomia
Gatunek opisał po raz pierwszy Johann Friedrich Gmelin w roku 1789. Nadał mu nazwę naukową Ardea Sinensis. Holotyp pochodził z Chin. Tworzy nadgatunek z bączkiem amerykańskim (I. exilis) i bączkiem zwyczajnym (I. minutus). Monotypowy.

## Morfologia
Długość ciała wynosi 30–40 cm, masa ciała 92–104 g, rozpiętość skrzydeł 45–53 cm. Richard McGregor podaje następujące pozostałe wymiary dla samca: długość dzioba 51 mm, długość skrzydła 124 mm, długość ogona 38 mm, długość skoku 44 mm. U samca wierzch głowy i czub szaroniebieskie. Czoło brązowe, gardło piaskowobrązowe, szyja płowa po bokach, wierzch ciała rudy do piaskowobrązowego. Jasne pokrywy skrzydłowe kontrastują z czarniawymi lotkami. Spód skrzydła szary. Spód ciała piaskowobrązowy. Sterówki czarne. Dziób długi, cienki, o barwie kości słoniowej; górna szczęka ciemniejsza. Tęczówka żółta. Kantarek, nogi i stopy żółtozielone. U samicy tył szyi rudy, wierzch głowy, kark i górną część grzbietu pokrywają pasy.

## Zasięg występowania
Zasięg występowania obejmuje północny subkontynent indyjski, Sri Lankę, Nikobary i Andamany, kontynentalną południowo-wschodnią Azję na północ do Korei, południowo-wschodnią Syberię oraz Japonię (zimuje na Riukiu). Dalej zasięg rozciąga się na Indonezję, gdzie gnieździ się na Sumatrze, Borneo i na wschód także na wyspach Sumbawa i Flores. Występuje też na Wyspie Bougainville’a (północne Wyspy Salomona). Zimuje na wyspach Batan, Biliran, Busuanga, Calayan, Catanduanes, Cebu, Cuyo, Ivojos, Jolo, Luzon, Marinduque, Mindanao, Mindoro, Negros, Olango, Palawan, Panay, Sabtang, Sibuyan, Tablas; także na Nowej Gwinei i w Melanezji oraz Mikronezji. Nielicznie także w południowo-wschodnim Egipcie, południowo-zachodnim Omanie, na Sokotrze i Seszelach.
Środowisko życia stanowią głównie słodkowodne bagna, trzcinowiska oraz gęsta roślinność porastająca obrzeża jezior. Bączek żółtawy zasiedla również zakrzewienia brzegów rzek, polach ryżowych i zalanych polach; w Chinach spotykany również na namorzynach. Spotykany od nizin po obszary górzyste; w Indiach do 900 m, na Sri Lance do 1200 m, zaś na Sumatrze do 1500 m n.p.m.

## Głos
Opisano kilka głosów wydawanych przez I. sinensis. Jednym z nich jest miękkie, powtarzane i obniżające się oo-oo-oo lub crrw crrw, którego ptak używa w trakcie zalotów, obrony terytorium, nawoływania innego osobnika lub przebywania z podrośniętym młodym, zarówno w dzień, jak i w nocy. Przypomina głos wydawany przez gołębie Geopelia. W locie odzywa się suchym kakak, kakak lub kik-kik-kik, brzmiącym jak wykonane w technice staccato, a także gardłowym, chrząkającym ohr; drugi wariant tego głosu cechuje znaczna miękkość, ptak odzywa się tak, przynosząc pokarm do gniazda.

## Pożywienie
Bączek żółtawy żywi się głównie owadami wodnymi (i ich larwami) należącymi np. do muchówek (Diptera), ważkowatych (Libellulidae) i Diplonychus japonicus (Belostomatidae). Zjada także małe ryby; udokumentowano między innymi karpiokształtne, karasie chińskie (Carassius auratus), Trichogaster, Misgurnus anguillicaudatus i Pseudorasbora parva; żaby, jak rzekotka drzewna (Hyla arborea); mięczaki; prostoskrzydłe i jaszczurki. Żeruje głównie nocą oraz o świcie i zmierzchu.

## Lęgi
W Egipcie, Japonii i Chinach okres lęgowy trwa od maja do sierpnia; w Indiach od czerwca do września; w południowo-zachodnim Omanie młode obserwowano od maja do listopada; na Półwyspie Malajskim zniesienia głównie od lipca do października, choć gniazda z jajami i młode znajdywano cały rok poza okresem styczeń-maj; luty-maj na Filipinach; maj na wyspie Sumbawa; wrzesień i styczeń na Seszelach; wrzesień-kwiecień na Wyspach Salomona; luty na Saipanie.
Zazwyczaj gniazduje samotnie, choć odnotowywano do sześciu gniazd na jednym drzewie; ptaki je zajmujące zdają się nie wchodzić z sobą w relacje. W Chinach średnie zagęszczenie to 11,4 pary na hektar, ale na nawadnianych polach ryżowych już do 31,18 pary na hektar. Zazwyczaj gniazdo znajduje się nie więcej niż 3 m nad wodą lub błotem. Średnica gniazda wynosi 14,5–25 cm, wysokość 6–11 cm. Jaja składane w liczbie 4–6 w odstępach jednodniowych przybierają barwę zielonobiałą lub zielononiebieską. Ich średnie wymiary to 30–33 mm na 23–24,5 mm. Inkubacja trwa 17–20 dni, wysiadują oba ptaki z pary. Ponieważ wysiadywanie rozpoczyna się od pierwszego zniesionego jaja, młode klują się asynchronicznie. Cechuje je różowy puch, żółte oczy i zielonożółte nagie partie skóry. Po 15 dniach od wyklucia zaczynają wspinać się po gnieździe, opuszczają je po 20 dniach od wyklucia. Odnotowano przypadki, kiedy w gnieździe bączka żółtawego jaja znosiła kokoszka zwyczajna (Gallinula chloropus).

## Status
Międzynarodowa Unia Ochrony Przyrody (IUCN) uznaje bączka żółtawego za gatunek najmniejszej troski (LC, Least Concern) nieprzerwanie od 1988 roku. W 2006 roku organizacja Wetlands International szacowała, że liczebność światowej populacji mieści się w przedziale około 100 000 – 1 000 000 osobników; globalny trend liczebności nie był wówczas znany.